# Gor´kowskaja
Gor´kowskaja (ros. Го́рьковская) – ósma stacja linii Moskiewsko-Piotrogrodzkiej, znajdującego się w Petersburgu systemu metra. 

## Charakterystyka
Stacja Gor´kowskaja została oficjalnie uruchomiona 1 lipca 1963 roku i jest ona przykładem pylonowej stacji metra. Autorami projektu architektonicznego obecnej postaci stacji są: S. I. Jewdokimow (С. И. Евдокимов), N. I. Basznin (Н. И. Башнин), A. P. Izoitko (А. П. Изоитко), S. Ł. Michajłow (С. Л. Михайлов), J. I. Trawnikow (Е. И. Травников), a także A. S. Gieckin (А. С. Гецкин), W. P. Szuwałowa (В. П. Шувалова), A. W. Suponickij (А. В. Супоницкий) i I. A. Izotow (И. А. Изотов). Stacja położona jest na Wyspie Piotrogrodzkiej, u zbiegu prospektów Kamiennoostrowskiego i Kronwierskiego. Ta druga arteria komunikacyjna do 1991 roku nosiła nazwę na cześć Maksyma Gorkiego, a słynny pisarz mieszkał w domu o numerze 23 i stąd właśnie pochodzi obecna nazwa stacji. Po transformacji jaka nastąpiła w Federacji Rosyjskiej już po rozpadzie Związku Radzieckiego, mimo przemianowania prospektu, nazwa stacji pozostała niezmieniona. W 1968 roku w pobliżu wejścia do Gor´kowskajej umieszczony został pomnik Maksyma Gorkiego. 

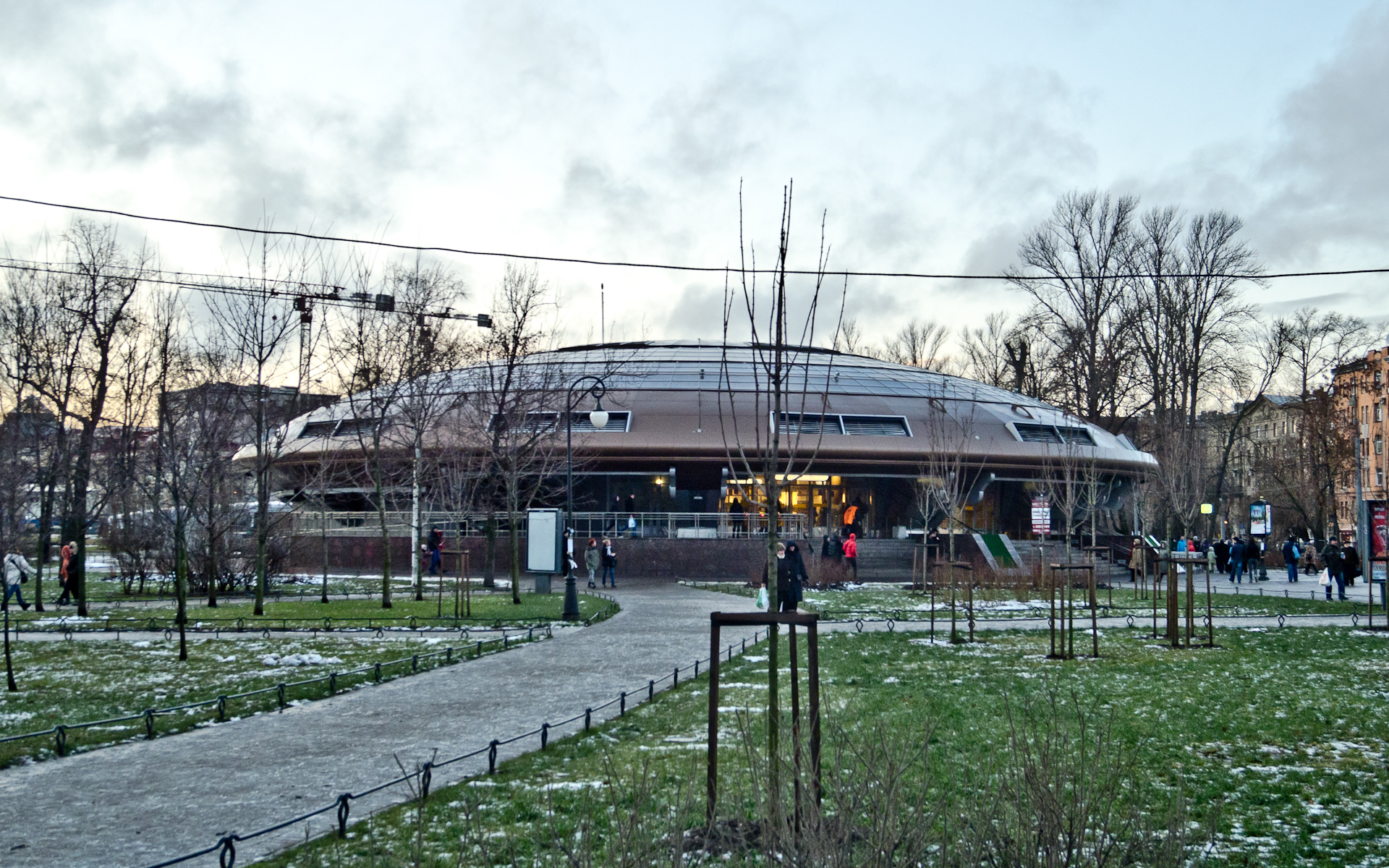
Wejście do stacji. Oddane do użytku w 2009 roku.

Wejście do stacji umieszczone zostało w jednym z parków, a budynkowi nadano formę cylindryczną. Oryginalna budowla z lat sześćdziesiątych XX wieku została zaprojektowana w taki sposób by przetrwać ona mogła bombardowanie. Wystrój stacji związany jest z postacią Maksyma Gorkiego. Ściany i pylony wyłożone zostały saremskim wapieniem. Umieszczono na nich także dekoracje nawiązujące do twórczości pisarza. Ściany przy torach wykonano z białego marmuru. Posadzki składają się z płyt szarego granitu. Na jednej ze ścian umieszczono podobiznę Gorkiego.
Gor´kowskaja położona jest na głębokości 53 metrów. Była to ostatnia w XX wieku stacja typu pylonowego oddana do użytku w mieście nad Newą. Od października 2008 do grudnia 2009 roku przeprowadzono na stacji gruntowny remont, m.in. zastąpiono stary budynek wejściowy zupełnie nowym. Wymieniono posadzki, rozwiązano nasilające się problemy z wodami gruntowymi, odnowiono ściany, stary sprzęt techniczny zastąpiono nowym. Ponownie została ona oddana do użytku 26 grudnia 2009, choć prace wykończeniowe miały jeszcze potrwać, a pasażerowie narzekali na niską jakość wykonanych robót. Ruch pociągów na Gor´kowskiej odbywa się od godziny 5:38 do 0:26 i w tym czasie jest ona otwarta dla pasażerów.